# 卑爾根輕鐵
卑爾根輕鐵（挪威語：Bybanen i Bergen，簡稱，即「城市軌道」）是挪威城市卑爾根的輕軌運輸系統。現時設有2條路線及35個車站。

## 簡介
工程最先於2000年獲卑爾根市政府通過，期間雖然受到了挪威進步黨及退休人員黨所反對；2005年秋季獲中央政府批准及獲撥款興建，並且寫入該期的「國家運輸計劃」（）內。期間挪威進步黨雖然試圖再次反對計劃，認為會為卑爾根市及中央政府帶來財政壓力，但最終其阻撓也未能成功。
2008年1月1日，興建工程正式展開。其中第一期工程包括了連接市中心的城市公園站和納斯頓的15個車站於2010年6月22日開業，第2期則由納斯頓伸延至潟湖，於2013年6月開通。第3期再伸延至卑爾根機場，於2017年4月開通。至於第4期工程，則由現時巴士總站繞經新路線至皇冠城後再前往進入菲林斯谷鎮的菲林斯谷站（Fyllingsdalen terminal），共增設8個車站，已於2022年11月21日通車，全長9公里。而第5期工程亦已於2020年獲中央政府批准興建，預計2031年度落成通車。

## 營運中路線
- 1   1號線：城市公園～卑爾根機場，20.4公里，共27個站。
- 2   2號線：碼頭街～菲林斯谷，9公里，共9個車站。

### 系統配置
卑爾根輕鐵採用全線雙軌配置，因此能夠提過十分頻密的班次，1號線上、下午繁忙時間每5分鐘便開出一班；清晨、深夜時段為15分鐘一班，其餘時間則維持10分鐘一班；2號線一般時間為7-8分鐘一班；深夜時段為15分鐘班，假日則全日維持10-15分鐘一班。輕鐵沿線亦設有多處轉轍器，有需要時能提供區間列車。2023年度卑爾根輕鐵的年度載客量為2428萬人次，比2022年的載客量升幅達27%。

## 建設歷史
過往卑爾根曾經設有路面電車，但由於市議會認為應將路面預留給將來汽車及巴士等普及化時利用，於是在1965年時把被路面電車廢去。不久之後，隨挪威取消了汽車銷售限制政策後，汽車的數量於短時間內急增，因而令路面負荷量大增，繁忙時間於主要道路皆常出現塞車情況，市議會便開始構思除增建道路網外，是否可以引入另類的公共運輸系統以方便市民出行。
因着奧斯陸地鐵的成功例子，1980年代中期起，有卑爾根的政治領袖開始提出在市內興建輕鐵系統的構思，連接市中心、機場及鄰近的縣區。不過，興建輕鐵的概念引發了爭論，反對興建的人士認為輕鐵是一項浪費金錢的投資，也會削弱了輕鐵不經過地區的交通配套。他們甚至曾於2006年發起簽名提請，要求把輕鐵項目交予作公民投票。不過，由於作為第二大政黨的挪威保守黨最終決定支持建議，連同執政的挪威工黨，興建提案先後在卑爾根市議會及國會上獲得通過。

## 車站列表
1   1號線

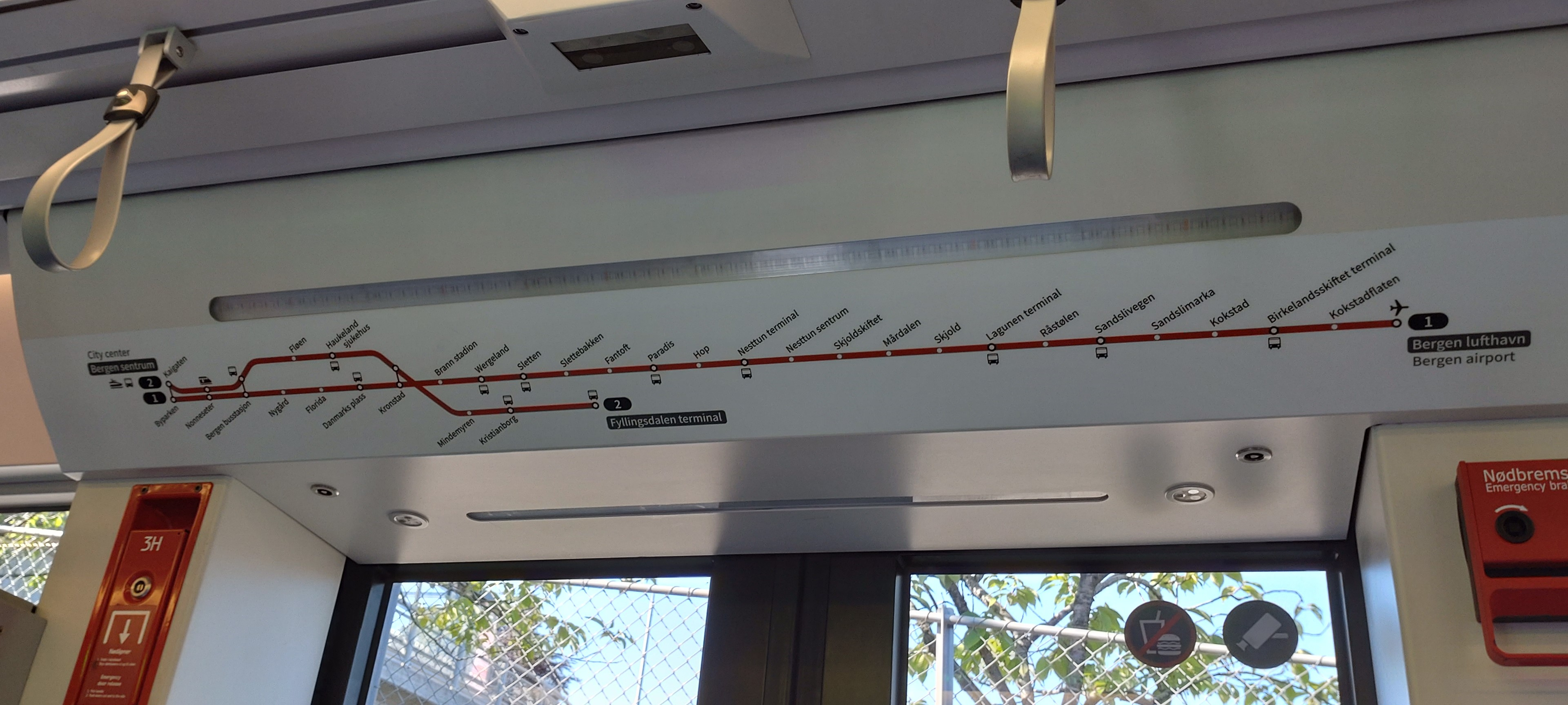
卑爾根輕鐵列車上的全線路線圖（2024年7月）

共分三期完成，全長20.21公里，共設有27個站。全線皆為複線路段。
- 第1期：城市公園～納斯頓；9.8公里、15個站；
- 第2期：納斯頓～潟湖；3.6公里、增設5個站；
- 第3期：潟湖～卑爾根機場；6.81公里、增設7個站。

全線複線。
| 中文站名 (暫譯) | 挪威語站名                 | 通車期數 | 開業日        | 車程（分鐘） | 轉乘                   | 所在地       |
| --------------- | -------------------------- | -------- | ------------- | ------------ | ---------------------- | ------------ |
| 城市公園        | Byparken                   | 1        | 2010年6月22日 | -            |                        | 卑爾根胡斯鎮 |
| 朗尼舍達        | Nonneseter                 | 1        | 2010年6月22日 | 1            | 卑爾根車站             | 卑爾根胡斯鎮 |
| 卑爾根巴士總站  | Bergen busstasjon          | 1        | 2010年6月22日 | 2            | 卑爾根巴士總站 2 2號線 | 卑爾根胡斯鎮 |
| 尼爾哥          | Nygård                     | 1        | 2010年6月22日 | 4            |                        | 卑爾根胡斯鎮 |
| 佛羅里達        | Florida                    | 1        | 2010年6月22日 | 5            |                        | 卑爾根胡斯鎮 |
| 丹麥廣場        | Danmarksplass              | 1        | 2010年6月22日 | 8            | 巴士                   | 奧爾城鎮     |
| 皇冠城          | Kronstad                   | 1        | 2010年6月22日 | 9            | 2 2號線                | 奧爾城鎮     |
| 白蘭恩球場      | Brann stadion              | 1        | 2010年6月22日 | 11           |                        | 奧爾城鎮     |
| 華基朗          | Wergeland                  | 1        | 2010年6月22日 | 12           | 巴士                   | 奧爾城鎮     |
| 施納頓          | Sletten                    | 1        | 2010年6月22日 | 14           | 巴士                   | 奧爾城鎮     |
| 施納塔伯根      | Slettebakken               | 1        | 2010年6月22日 | 16           |                        | 奧爾城鎮     |
| 凡托福          | Fantoft                    | 1        | 2010年6月22日 | 18           |                        | 奧爾城鎮     |
| 樂園            | Paradis                    | 1        | 2010年6月22日 | 20           | 巴士                   | 法納鎮       |
| 賀柏            | Hop                        | 1        | 2010年6月22日 | 22           |                        | 法納鎮       |
| 納斯頓          | Nesttun                    | 1        | 2010年6月22日 | 23           | 納斯頓巴士總站         | 法納鎮       |
| 納斯頓市中心    | Nesttun sentrum            | 2        | 2013年6月21日 | 25           |                        | 法納鎮       |
| 盾牌坡          | Skjoldskiftet              | 2        | 2013年6月21日 | 26           |                        | 法納鎮       |
| 貂谷            | Mårdalen                   | 2        | 2013年6月21日 | 27           |                        | 法納鎮       |
| 盾牌            | Skjold                     | 2        | 2013年6月21日 | 29           |                        | 法納鎮       |
| 潟湖            | Lagunen terminal           | 2        | 2013年6月21日 | 31           | 潟湖巴士總站           | 法納鎮       |
| 羅斯度能        | Råstølen                   | 3        | 2016年8月15日 | 33           |                        | 特比格達鎮   |
| 桑德斯利道      | Sandslivegen               | 3        | 2016年8月15日 | 35           | 巴士                   | 特比格達鎮   |
| 桑德斯利林地    | Sandslimarka               | 3        | 2016年8月15日 | 37           |                        | 特比格達鎮   |
| 哥格城          | Kokstad                    | 3        | 2016年8月15日 | 39           |                        | 特比格達鎮   |
| 伯克蘭坡        | Birkelandsskiftet terminal | 3        | 2016年8月15日 | 40           | 巴士                   | 特比格達鎮   |
| 哥格城平原      | Kokstadflaten              | 3        | 2017年4月24日 | 42           |                        | 特比格達鎮   |
| 卑爾根機場      | Bergen lufthavn            | 3        | 2017年4月24日 | 44           | 卑爾根弗萊斯蘭機場     | 特比格達鎮   |

  2   2號線
全線除駛入碼頭街月台為單線外，其餘路段皆為複線。
| 中文站名 (暫譯) | 挪威語站名             | 通車期數 | 開業日         | 車程（分鐘） | 轉乘                   | 所在地       |
| --------------- | ---------------------- | -------- | -------------- | ------------ | ---------------------- | ------------ |
| 碼頭街          | Kaigaten               | 4        | 2022年11月21日 | -            |                        | 卑爾根胡斯鎮 |
| 朗尼舍達        | Nonneseter             | 1        | 2010年6月22日  | 1            | 卑爾根車站             | 卑爾根胡斯鎮 |
| 卑爾根巴士總站  | Bergen busstasjon      | 4        | 2022年11月21日 | 3            | 卑爾根巴士總站 1 1號線 | 卑爾根胡斯鎮 |
| 佛雷恩          | Fløen                  | 4        | 2022年11月22日 | 5            |                        | 卑爾根胡斯鎮 |
| 豪克蘭醫院      | Haukeland sjukehus     | 4        | 2022年11月21日 | 7            | 巴士                   | 卑爾根胡斯鎮 |
| 皇冠城          | Kronstad               | 4        | 2022年11月21日 | 9            | 1 1號線                | 奧爾城鎮     |
| 緬得米倫        | Mindemyren             | 4        | 2022年11月21日 | 11           |                        | 奧爾城鎮     |
| 基斯坦堡        | Kristianborg           | 4        | 2022年11月21日 | 12           | 巴士                   | 奧爾城鎮     |
| 菲林斯谷        | Fyllingsdalen terminal | 4        | 2022年11月21日 | 16           | 菲林斯谷巴士總站       | 菲林斯谷鎮   |

1. ↑  車站的正式名稱為「城市公園」，但在Bybanen 應用程式及列車方向屏上則顯示為「卑爾根中央」（Bergen Sentrum）。
2. ↑  月台上及列車路線圖的名稱採用「Bergen busstasjon」，但官網的路線圖則只以「Busstasjon」表示。
3. ↑  與城市公園站相同，車站的正式名稱為「碼頭街」，但在Bybanen 應用程式及列車方向屏上則顯示為「卑爾根中央」（Bergen Sentrum）。

### 班次
卑爾根輕鐵提供了非常頻密的班次，每一天運作時間達19小時，星期五和六更是近乎24小時運作—如1號線的卑爾斯機場站平日的首班次是05:11，尾班車是00:08，星期五及六的尾班車則為翌日的03:11；而由城市公園出發，平日的頭班車是05:45，尾班車是01:00，星期五及六的尾班車為04:00，到達機場站為04:43，與第二日的首班車相距不足半小時。而2號線菲林斯谷首班車為05:46（星期六、日為05:45），尾班車是00:10，星期五及六的尾班車則為翌日的03:25；由碼頭街開出的平日首班車為05:59（星期六、日則提早3-4分鐘開出），尾班車是00:49，星期五的尾班車則為翌日的03:49；星期六的尾班車則為翌日的03:56。
官方列出1號線全程行車時間為44分鐘，2號線為16分鐘。
|            | 首班車       | 首班車     | 尾班車       | 尾班車 |
| 城市公園開 | 卑爾根機場開 | 城市公園開 | 卑爾根機場開 |        |
| 星期一至四 | 05:49        | 05:10      | 01:01N       | 00:05N |
| 星期五     | 05:49        | 05:10      | 04:01N       | 03:05N |
| 星期六     | 05:45        | 05:11      | 04:00N       | 03:11N |
| 星期日     | 05:45        | 05:11      | 01:00N       | 00:11N |

|            | 首班車     | 首班車   | 尾班車     | 尾班車 |
| 碼頭街開   | 菲林斯谷開 | 碼頭街開 | 菲林斯谷開 |        |
| 星期一至四 | 05:58      | 05:46    | 00:48N     | 00:25N |
| 星期五     | 05:58      | 05:46    | 03:03N     | 02:40N |
| 星期六     | 06:07      | 05:45    | 03:52N     | 03:32N |
| 星期日     | 05:51      | 05:46    | 01:06N     | 00:01N |

(註：N即代表翌日)

### 車費
由於全線都位於Skyss系統中的「A區」，因此，不論乘搭的站數是多少，都是均一收費。2024年2月1日起成人每程車費為44挪威克朗，小童及長者為22挪威克朗。不過，Skyss在「A區」實施附加費制度，要是於「A區」範圍內上車，並在車上使用現金或信用卡付款，不論是下車點在同區或跨區，每程均須加徵16挪威克朗（小童及長者為8挪威克朗）。使用Skyss發行的IC卡「Skysskortet」、利用售票機購買或手提電話程式預先購票則不在此限。過往乘客亦可在指定車票發售處（通常是車站附近商店或報攤）購買單程票，但在2022年末起已取消有關服務。
另外，如購買由負責旅遊事務的「Visit Bergen」所發行的「卑爾根卡」（Bergen Card），不論採用實體或是網上版本，可在指定時間內無限次乘搭。

## 未來建設

### 33號線
將由現時的碼頭街站，一直向北伸延，先沿堤岸旁行走（廣場站），當將要接近卑爾根要塞前轉入沙橋街（沙橋街站），然後穿過山下隧道，約在沙溪教堂附近設地下車站（沙溪教堂站），再沿亞馬妮史卡琳道興建亞馬妮史卡琳道站（Amalie Skrams vei），然後當自沙溪醫院站（Sandviken sykehus）起便基本沿歐洲E39公路興建，經過挪威經濟學院站（NHH）後，再在佛朗佛納斯隧道（Fløyfjellstunnel）旁再加建一條隧道，通往艾斯和域站（Eidsvåg）、葛利格斯達瑪湖站（Griggastemma）後、進入了卑爾根市最北邊的自治市鎮奧薩內鎮。輕鐵會在此設立了奧薩內站（Åsane）及奧薩內中央站（Åsane Sentrum）。及後再向東北方向推進，於尼爾博區內設置尼爾博站（Nyborg）及蘭格連頓站（Langarinden）後，最終止於禾斯博站（Vågsbotn）。通車後將令卑爾根市內共有6個自治市鎮設有輕鐵服務。
3號線全長12.8公里，共設14個車站（另外1個未命名站按到時情況而決定），有關建設於2016年獲得卑爾根市議會通過，2020年正式獲得中央行政命令批准，2021年起陸續開始前期工程，2022年獲卑爾根市議會通過財政預算，預計2030年至2031年度落成投入服務。而在興建3號線同時，卑爾根輕鐵也會如1號線及2號線般，同時修建1條與輕鐵線道相近的單車徑，總長度為12.7公里。
| 中文站名 (暫譯)  | 挪威語站名                   | 通車期數 | 開業日         | 車程（分鐘） | 轉乘             | 所在地       |
| ---------------- | ---------------------------- | -------- | -------------- | ------------ | ---------------- | ------------ |
| 碼頭街           | Kaigaten / Bergen Sentrum    | 4        | 2022年11月22日 | -            |                  | 卑爾根胡斯鎮 |
| 廣場站           | Torget                       | 5        | （預計2031年） |              |                  | 卑爾根胡斯鎮 |
| 沙橋街站         | Sandbrogaten                 | 5        | （預計2031年） |              |                  | 卑爾根胡斯鎮 |
| 沙溪教堂站       | Sandviken kirke              | 5        | （預計2031年） |              |                  | 卑爾根胡斯鎮 |
| 亞馬妮史卡琳道站 | Amalie Skrams vei            | 5        | （預計2031年） |              |                  | 卑爾根胡斯鎮 |
| 沙溪醫院站       | Sandviken sykehus            | 5        | （預計2031年） |              |                  | 卑爾根胡斯鎮 |
| 挪威經濟學院站   | NHH (Norges handelshøyskole) | 5        | （預計2031年） |              | 經濟學院巴士總站 | 卑爾根胡斯鎮 |
| 艾斯和域站       | Eidsvåg                      | 5        | （預計2031年） |              |                  | 奧薩內鎮     |
| 葛利格斯達瑪湖站 | Griggastemma                 | 5        | （預計2031年） |              |                  | 奧薩內鎮     |
| 奧薩內站         | Åsane                        | 5        | （預計2031年） |              | 奧薩內巴士總站   | 奧薩內鎮     |
| 奧薩內中央站     | Åsane Sentrum                | 5        | （預計2031年） |              |                  | 奧薩內鎮     |
| 尼爾博站         | Nyborg                       | 5        | （預計2031年） |              |                  | 奧薩內鎮     |
| 蘭格連頓站       | Langarinden                  | 5        | （預計2031年） |              |                  | 奧薩內鎮     |
| 禾斯博站         | Vågsbotn                     | 5        | （預計2031年） |              |                  | 奧薩內鎮     |

## 使用人數
| 年份 | 客量       |
| ---- | ---------- |
| 2010 | 2,896,000  |
| 2011 | 7,060,000  |
| 2012 | 7,994,000  |
| 2013 | 9,125,000  |
| 2014 | 9,406,000  |
| 2015 | 9,987,000  |
| 2016 | 10,600,000 |
| 2017 | 12,600,000 |
| 2019 | 18,655,000 |
| 2020 | 12,425,000 |
| 2021 | 13,901,000 |
| 2022 | 19,122,433 |
| 2023 | 24,288,000 |

## 事故
- 2023年1月23日：一輛私家車於下午約四時半錯誤駛進了菲林斯谷總站前方的路軌範圍，並且卡於路軌上，事故導致克里斯蒂安堡～菲林斯谷須暫停運作，後來警察須出動起重機把肇事的私家車吊離現場，輕鐵始回復正常[17]。

## 外部連結
- 卑爾根輕鐵公式網站（页面存档备份，存于）（只有挪威語版本）
- 卑爾根輕鐵的Facebook專頁
- 卑爾根輕鐵發展計劃 （页面存档备份，存于）（只有挪威語版本）

- 第四期計劃 （页面存档备份，存于）
- 第五期計劃 （页面存档备份，存于）

60°23′33″N 5°19′24″E / 60.39250°N 5.32333°E